# 李雲
李 雲（り うん）は、中国の小説で四大奇書の一つである『水滸伝』の登場人物。
梁山泊第九十七位の好漢。地察星の生まれ変わり。長身で堂々とした風体をし、髭が赤く瞳が青いという西蕃人のような容姿のため、青眼虎（せいがんこ）という渾名を持つ。沂水県の都頭（警備隊長）で、朱富の槍棒の師匠。三十、五十人で束になっても敵わないという武芸の達人であり、梁山泊では家屋修築の担当を任された。性格は真面目で下戸。

## 生涯
沂水県で都頭の職についていた。ある日、江州で刑場破りを行った賞金首で梁山泊の盗賊である李逵が曹家村で捕まったと連絡を受け、配下を引き連れて李逵の身柄を引き取り、翌朝には、州府へ護送するために出発した。しばらくすると、以前、槍棒を習いに来ていた居酒屋の朱富が、酒と肉を差し入れてきた。兵士たちは大いに飲み食いし、李雲も下戸であるにもかかわらず、あまりに朱富が進めるので酒二口と肉を二切れだけつまんだ。ところが実は朱富は、兄で梁山泊の頭領である朱貴であり、酒と肉には痺れ薬が仕込まれていた。李雲と配下の兵たちはたちまち意識を失い、李雲が我に返ると李逵も朱兄弟も姿を消し、配下の者は全員殺されていた。このままでは知事に会わす顔がないと、李雲は李逵たちを捜索、ほどなくしてこれを見つけ、李逵と朴刀で打ち合うが、勝負がつく前に朱富が割って入った。ここで朱富が誠心誠意詫びるのと、州府に戻ればこの不始末の責任を問われると説かれ、梁山泊の入山を勧められた李雲は、一念発起して朱富たちについて梁山泊に入山する事になった。
梁山泊入山後はなぜか家屋や庁舎の建造・修築といった裏方の責任者に任命される。呼延灼との戦いでは鉤鎌鎗部隊の一隊として出陣したこともあったが、個人の武功を立てる機会はなく、むしろ火薬の買い付けや行方不明者の捜索など裏方の仕事を任されることが多かった。百八星集結後も引き続き家屋建築修繕の総頭領を務める。官軍との戦いでは水夫に変装して潜入し、敵将葉春と王瑾を討つ武功を挙げた。官軍への帰順後は陶宗旺、湯隆らと大型攻城兵器の製作を担当し、城攻めで大いに威力を発揮したが、ここでもその武芸の冴えを見せる場面は無く、最後は方臘との戦いで敵将・王寅を捕らえようとして、彼の持つ名馬・転山飛の馬蹄に踏み殺されるという最期を遂げた。